# 1 Pułk Zmechanizowany
1 Praski Pułk Zmechanizowany im. kpt. Władysława Wysockiego (1 pz) – dawny oddział wojsk zmechanizowanych ludowego Wojska Polskiego i Sił Zbrojnych Rzeczypospolitej Polskiej.

## Formowanie i zmiany organizacyjne
Na podstawie rozkazu organizacyjnego Nr 0057/Org. Ministra Obrony Narodowej z 19 września 1955 roku 1 Praski pułk piechoty w Legionowie został przeformowany, w terminie do dnia 20 grudnia 1955, w 1 Praski pułk zmechanizowany. 
Pułk wchodził w skład 1 Warszawskiej Dywizji Zmechanizowanej im. Tadeusza Kościuszki. W 1959 jednostka dyslokowana została z Legionowa do Wesołej.
W dniu 4 października 1973 roku Minister Obrony Narodowej nadał pułkowi imię kapitana Władysława Wysockiego.
W 1995 pułk przeformowany został w 1 Warszawską Brygadę Pancerną im. Tadeusza Kościuszki.

## Żołnierze pułku
Oficerowie
- Leszek Kozłowski
- Andrzej Tyszkiewicz
- Zbigniew Kamiński

## Skład (lata 80. XX w)
- Dowództwo i  sztab
  - 3 x bataliony zmechanizowane
    - 3 x kompanie zmechanizowane
    - bateria moździerzy 120mm
    - pluton plot
    - pluton łączności

  - batalion czołgów
    - 3 kompanie czołgów
    - pluton łączności

  - kompania rozpoznawcza

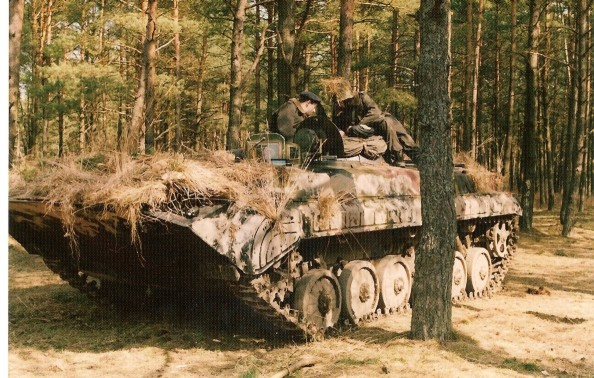
Podstawowy wóz bojowy pułku -(BWP-1)

  - bateria haubic 122mm wz. 1938 (M-30)
  - bateria ppanc
  - kompania saperów
  - bateria plot
  - kompania łączności
  - kompania zaopatrzenia
  - kompania remontowa
  - kompania medyczna
  - pluton chemiczny
  - pluton ochrony i regulacji ruchu